# ファブリシオ・タバレス・コウチーニョ
ファブリシオ・タバレス・コウチーニョ（1985年1月2日 - ）はブラジル・サンパウロ州出身のサッカー選手。現在、ジェフユナイテッド市原・千葉の通訳。
7歳の時にコロールプランの影響で来日し、福島県、群馬県で育った。群馬県の常磐高等学校を卒業後、日本の大学に進学したが中退し、ブラジル、スペイン、ザスパ草津、アルテ高崎でプレーした後、現役を引退し、通訳を含む様々な仕事を行った。
松本山雅FCで通訳を務めるフェリペは実弟。2019年の開幕戦で松本山雅FCと対戦し、J1リーグで"兄弟対決"が実現した。